# Maoritomella leptopleura
Maoritomella leptopleura is een slakkensoort uit de familie van de Borsoniidae. De wetenschappelijke naam van de soort is voor het eerst geldig gepubliceerd in 1986 door Kilburn.